# Wandów (województwo lubelskie)
Wandów – wieś w Polsce położona w województwie lubelskim, w powiecie łukowskim, w gminie Wola Mysłowska.
W latach 1975–1998 miejscowość administracyjnie należała do województwa siedleckiego.
Wieś stanowi sołectwo w gminie Wola Mysłowska. Według Narodowego Spisu Powszechnego z roku 2011 wieś liczyła 224 mieszkańców.
Wandów jest siedzibą rzymskokatolickiej parafii św. Antoniego Padewskiego.